# Tomoyuki Shiraishi
Tomoyuki Shiraishi (白石 智之 Shiraishi Tomoyuki?), född 10 juni 1993 i Gunma prefektur, är en japansk fotbollsspelare.
Shiraishi började sin karriär 2016 i Azul Claro Numazu. Efter Azul Claro Numazu spelade han för Grulla Morioka och Kataller Toyama.